# Gemeentelijk Sportpark Kaalheide
Het Gemeentelijk Sportpark Kaalheide is een voetbal- en atletiekstadion in de buurt Kaalheide in het westelijke deel van Kerkrade in Nederland. Het is vooral bekend als het stadion waarin Roda JC tot en met het seizoen 1999/00 zijn wedstrijden speelde. Het stadion bood in zijn hoogtijdagen (1962 t/m 1987) plaats aan 25.000 toeschouwers, wat later, vanaf 1989 door onder andere strengere veiligheidseisen, werd teruggebracht tot 14.000. Op zondag 14 mei 2000 was de 3–2-overwinning tegen AZ voor 10.000 toeschouwers de laatste officiële wedstrijd die Roda JC in het stadion speelde. Voor deze gelegenheid waren ook veel supporters van het bevriende Alemannia Aachen naar Kaalheide gekomen, die een deel op de Westtribune innamen.
Tegenwoordig worden er nog wel (internationale) atletiekwedstrijden georganiseerd door atletiekvereniging Achilles-Top, die sinds haar oprichting in 1961 op Kaalheide thuis is.
In de zomer van 1997 werden op Kaalheide voor de laatste keer de mars- en show wedstrijden voor het Wereld Muziek Concours georganiseerd. Het sportpark was sinds de officiële start van het WMC in 1954 de locatie.

## Geschiedenis
In 1946 begonnen de voorbereidingen op de bouw van het stadion in Kaalheide. Op die plek bevond zich een stortplaats. Tegen de bouw verzette niemand zich. Kerkrade beschikte over 10 voetbalverenigingen waardoor het voetbalgehalte hoog was en een stadion geen afschrikking zou zijn voor de inwoners. Voor het opschonen van de stortplaats werden ex-leden van de NSB aan het werk gezet. Wanneer zij hun werkzaamheden van de dag af hadden, mochten zij in de avond terug naar de gevangenis.
In 1949 werd begonnen met de bouw van de kleedlokalen, de lange overdekte staantribune (Noord), de onoverdekte staantribunes Oost en West en ten slotte de overdekte zittribune met supporters kantine aan de achterzijde. Deze zittribune had hetzelfde golvende dak als de overdekte staantribune. Tevens werd er tribune verlichting aangebracht. In 1952 opende het Gemeentelijk Sportpark Kaalheide zijn deuren. In 1953 won de Nederlandse wielerploeg het landenklassement in de Tour de France. Bij deze gelegenheid werd gebruikgemaakt van Kaalheide. In een bomvol sportpark gaven de winnaars een demonstratie op de sintelbaan.
De naam Kaalheide ontstond door de eerder genoemde stortplaats. Deze stortplaats bevond zich bij een kale berg. Vanaf begin juli 1975 werd Kaalheide voorzien van 4 witte lichtmasten. Deze lichtinstallatie werd op vrijdagavond 8 augustus 1975 met een oefenwedstrijd tegen Liverpool FC (1-1) in gebruik genomen. Ook werden op Kaalheide met ingang van seizoen 1993-1994 op de Oost- en Westtribune tussen de palen van de tribune verlichting en luidsprekers, geel-zwarte vlaggetjes aan de stroomkabels bevestigd en werden de eerste roterende reclameborden geplaatst schuin achter beide doelen en iets voorbij de middenlijn voor de Noordtribune. De reclame borden toonden reclame voor Winkelcentrum 't Loon Heerlen, Cars Jeans, Limburgs Dagblad, Hendriks Textiel en vanaf maart 1995 tot maart 1998 ook toenmalig shirtsponsor Deawoo. In de loop van 1977 werd een nieuwe overdekte zit tribune (links vanaf veld gezien) in gebruik genomen en in 1988 werd de hoofdtribune gerenoveerd, waarbij op het dak de omroepcabine van stadion omroeper Hein Krewinkel werd gerealiseerd. Hierbij was ook de politie observatiepost en de televisie camera positie van de NOS. In 1992 werden er business seats en een sponsorruimte gebouwd. Het bekende geel-zwarte electronische scorebord van sponsor Limburgs Dagblad, "Dé Krant van Limburg", werd in het seizoen 1993-1994 tijdens de competitiewedstrijd tegen Vitesse (2-1) op vrijdagavond 15 oktober 1993 feestelijk in gebruik genomen. Op het scorebord in digitale aanduiding links "Roda JC" en rechts "Gasten". Vanaf seizoen 1968-1969 t/m 1992-1993 bestond het scorebord uit een groot zwart vlak met in het midden een grote ronde Lincoln klok en score aanduiding "thuis" en "gasten". Onder de klok de reclame slogan Lincoln Bij de Tijd.
Voor de start van het seizoen 1995-1996 verhuisde het uitvak van de Westtribune naar de Oosttribune en voor de start van seizoen 1998-1999 werd de atletiek sintelbaan vervangen.
Tijdens het laatste seizoen op Kaalheide (1999-2000) hing een levensgrote reclame banner van de regionale omroep L1 in verticale lengte aan de (gezien vanaf de Zuidtribune) meest rechtse lichtmast. Op zondagmiddag 14 mei 2000 speelde Roda JC dus zijn laatste officiële wedstrijd op Kaalheide. Peter van Houdt was de laatste Roda JC'er die het net liet bollen op Kaalheide. Toch was het een speler van AZ die de allerlaatste treffer in het nostalgische stadion van Roda JC maakte: Barry Opdam zorgde voor een 3-2-eindstand.
Roda JC Kerkrade heeft Kaalheide echter niet verlaten. Vele werkzaamheden worden anno 2025 nog steeds uitgevoerd op Kaalheide, dat enkele jaren geleden is omgevormd tot Trainingscomplex Kaalheide. Het tweede elftal (jong Roda JC), de beloften en jeugdelftallen van de Roda JC Voetbalacademie werken hun trainingen en wedstrijden af op Kaalheide, dat beschikt over vier velden: het hoofdveld in het oude stadion, twee kunstgrasvelden en nog een grasveld, dat het laagste ligt van alle velden op Kaalheide. Sinds de start van het seizoen 2014-2015 werkte het eerste elftal van Roda JC haar trainingen af in het Parkstad Limburg Stadion, dat beschikte over een kunstgrasveld.
Op 15 april 2008 werd bekend dat het vrouwenelftal van Roda JC zijn wedstrijden in het seizoen 2008/09 zou afwerken in dit stadion. De vrouwenploeg werd in mei 2009 opgeheven in verband met de schuldsanering van Roda JC.
In het nieuwe informatieve magazine Roda JC Netwerk van januari 2018, maakte toenmalig technisch directeur Harm van Veldhoven in een interview bekend met de gemeente Kerkrade in overleg te zijn over een totale renovatie van Gemeentelijk Sportpark Kaalheide. Roda JC wil hier het tweede elftal (jong Roda JC), de jeugd en de beloften van de Roda JC Voetbalacademie blijven huisvesten en indien het Parkstad Limburg Stadion waarschijnlijk weer gaat beschikken over een echte grasmat, ook de trainingen van het eerste elftal weer verplaatsen naar Kaalheide.
In het najaar van 2020, 2,5 jaar na het bericht in het Roda JC Netwerk magazine, werd door Roda JC en de gemeente Kerkrade bekendgemaakt dat er door beide partijen een nieuwe huurovereenkomst voor minstens 10 jaar is getekend voor het gebruik van Sportpark Kaalheide als Trainingscomplex voor de Voetbalacademie, het beloften elftal, Jong Roda JC en het eerste elftal. Tevens wordt het gemeentelijk sportpark de komende jaren gerenoveerd. Zo worden o.a. het hoofdgebouw, de overdekte hoofd zittribunes, de business ruimte, de kleedlokalen, douche ruimtes, materiaal-en vrije tijdsruimte en het krachthonk gerenoveerd, de sintelbaan, de natuurgrasmat van het hoofdveld, de drie kunstgras trainingsvelden en de veld verlichting vervangen en komt er nog een nieuw kunstgras trainingsveld bij. Volgens planning is men in januari 2021 met de werkzaamheden gestart. Ten behoeve van de aanleg van een geheel nieuwe sintelbaan is in december 2022 een deel van de onoverdekte Oosttribune gesloopt (het uitvak gedeelte) en de oude spelerstunnel gesaneerd. Het geel-zwarte electronische scorebord van toenmalig sponsor Limburgs Dagblad; Dé krant van Limburg, diverse tribune verlichting- luidspreker masten en hekwerken zijn hierbij verwijderd en opgeslagen voor plaatsing in het nieuw te realiseren Roda JC museum in het Parkstad Limburg Stadion.
Tevens werd door de firma Hendriks Graszoden na de laatste thuiswedstrijd van het seizoen 2020-2021, na zes seizoenen de totaal versleten kunstgrasmat in het Parkstad Limburg Stadion vervangen voor een natuurgrasmat. Dit betekent dat het eerste elftal met ingang van seizoen 2021-2022 weer traint op Kaalheide.
De lavastenen onderlaag van de oude kunstgrasmat in het Parkstad Limburg Stadion is gebruikt voor het nieuw aangelegde extra trainingsveld op Gemeentelijk Sportpark Kaalheide.

## Tribunes

### Noordtribune
Deze tribune gold al sinds jaar en dag als de tribune waar de meest fanatieke supporters van Roda JC zich bevonden. De Noordtribune stond ook wel bekend onder de noemer 'overdekt staan' en was een sfeervolle, lange ouderwetse tribune met karakteristiek gegolfd zwart dak. De Noordtribune was aan beide zijden afgescheiden door een wand met grote venster ramen van de Oosttribune en de Westtribune en had een capaciteit van 7000 staanplaatsen. Aan het einde van de jaren '90 (1998) werden staanplaatsen door nieuwe veiligheidsregels van de FIFA, UEFA en de KNVB echter verboden, alleen kaartjes voor zitplaatsen mochten nog verkocht worden. Roda JC kreeg een jaar de tijd om de Noordtribune te verbouwen. Daarmee was de Noordtribune een van de laatste staantribunes van de Eredivisie. Met het oog op de thuisduels in de UEFA-cup tegen Sjachtar Donetsk en VfL Wolfsburg in het najaar van 1999, moesten echter kuipstoeltjes geplaatst worden op de Noordtribune. Veel supporters waren het hier niet mee eens en daarom werden er als protest een aantal stoeltjes van hun plaats verwijderd door de supporters en op de sintelbaan gegooid.
In oktober 2005 werd bekend dat de Noordtribune moest worden gesloopt vanwege betonrot.

### Oosttribune
Met ingang van seizoen 1995–1996 moest de Oosttribune een gedeelte (vanaf het electronische scorebord gezien rechter gedeelte van de Oosttribune) afstaan aan het uitvak. Op zaterdagavond 9 september 1995 werd in de allereerste thuiswedstrijd tegen FC Twente (0-0) het destijds nieuwe uitvak in gebruik genomen.
In sommige wedstrijden (te denken valt aan de wedstrijden tegen FC Schalke 04 en tegen Vicenza) werd zelfs de hele Oosttribune gereserveerd voor de uitsupporters. Toch waren er nog altijd voldoende Rodasupporters die de wedstrijden bekeken vanaf de Oosttribune. Was het vroeger nog gewoon onoverdekt staan, tegen het einde van het tijdperk Kaalheide (seizoen 1999–2000) was het onoverdekt zitten. Op de Oosttribune en de Westtribune waren toen gele en zwarte kunststof kuipstoeltjes met stalen moeren op de betonnen tribunes gemonteerd. Tevens dienden de hekken van de Oosttribune als ophangplaats voor de vele spandoeken die niet (meer) op de Noordtribune mochten worden opgehangen.
Het uitvak bevond zich voorheen op de Westtribune (vanaf seizoen 1987-1988) en is daarna, met ingang van seizoen 1995–1996, verhuisd naar de Oosttribune. Het uitvak op de Oosttribune was redelijk groot en voorzien van een grote schuifpoort en overdekte toiletten. Het uitvak was via een speciaal aangelegd looppad bereikbaar vanaf de ingang aan de Vauputsweg. Dit pad liep langs het laagst gelegen trainingsveld op Kaalheide. Het uitvak was een van de weinige onoverdekte uitvakken die Nederland rijk was. Uitverkocht was het uitvak zelden. FC Schalke 04 presteerde het echter om de hele Oosttribune voor zich op te eisen. 4.000 Schalke fans reisden op dinsdagmiddag 24 september 1996 hun club achterna voor de heenwedstrijd in de 1e ronde van de UEFA cup. Dit werd op donderdagavond 5 maart 1998 herhaald, toen de hele Oosttribune werd opgeëist door de meegereisde fans van Vicenza in het kader van de heenwedstrijd in de kwartfinale van de Europacup II. Ook nam Feyenoord altijd veel fans mee naar Kerkrade.

### Zuidtribune
De Zuidtribune was de duurste tribune van Kaalheide en op deze tribune bevonden zich dan ook de leden van de businessclub en de 'Vrienden van Roda JC'. De overige plaatsen waren overdekte zitplaatsen, waarvan er soms een stuk of twintig werden afgestaan aan supporters van de bezoekende club. Deze zaten vanaf het veld gezien helemaal rechts op de tribune. De overdekte meest linkse zittribune is in de loop van 1977 geheel nieuw gebouwd, waarmee de oude overdekte zittribune met golvend dak die in gebruik was vanaf de opening van Kaalheide, gedeeltelijk werd vervangen. In 1988 werd ook de hoofd zittribune en de meest rechtse zittribune gerenoveerd, waarbij op het dak een cabine werd gerealiseerd waar de positie van stadion omroeper Hein Krewinkel, politie observatiepost en een televisie camera positie voor de NOS waren gevestigd.
Achter de Zuidtribunes ligt het in 1992 gerenoveerde en deels nieuwe hoofdgebouw van Kaalheide, waar zich alle faciliteiten bevinden, zoals de businessclub en sponsorruimte.
De eretribune bevond zich precies in het midden van de Zuidtribune. Helemaal in het midden zat Nol Hendriks, suikeroom van Roda JC, precies boven het reclamebord van Hendriks Textiel. Om hem heen zaten de belangrijke personen binnen het bestuur van Roda JC en de leden van de businessclub. Kaalheide had geen skyboxen, daarom was er achter de eretribune direct het businessgedeelte gebouwd. Een plek op de eretribune kostte een bedrijf tienduizend gulden.
De kantine bevond zich (vanaf het veld gezien) achter het rechtergedeelte van de zittribune. Hier konden de supporters van Roda JC tegen toen nog betaalbare consumptie prijzen gezellig napraten over de wedstrijd, maar ook van tevoren konden ze al in de kantine terecht. De kantine was eigendom van de officiële supportersvereniging van Roda JC. In de kantine in het stadion kwamen de Rodaspelers vaak nog langs om onder het genot van een drankje of een hapje met de supporters te praten. Tevens werd de 'man van de wedstrijd' hier gehuldigd. De kantine was voor alle supporters van Roda JC toegankelijk.
Tegenover de kantine, op de parkeerplaats van Kaalheide, bevond zich de winkel van de officiële supportersvereniging. Hier kon men Roda JC fanartikelen en toegangs- en buskaarten voor uitwedstrijden verkrijgen.

### Westtribune
De Westtribune was de tribune met de laagste toegangsprijzen. Sommige seizoenskaarten kostten slechts 25 gulden. Vroeger (vanaf seizoen 1987-1988) lag daar ook het uitvak, (vanaf het veld gezien links). Aangezien de veiligheidsregels sinds het geweld in de stadions toenam verscherpt waren, moest het uitvak met ingang van het seizoen 1995–1996 verhuizen naar de Oosttribune, zodat de verschillende supportersgroepen elkaar ontliepen. De Westtribune stond bekend als een echte familietribune en tijdens de wedstrijden van Roda JC zat de tribune dan ook vol met gezinnen. Net zoals op de Oosttribune waren tegen het einde van het tijdperk Kaalheide (1999–2000) op de Westtribune gele en zwarte kunststof kuipstoeltjes geplaatst. Toen deze er nog niet waren stonden er tijdens speciale evenementen houten banken op deze tribune.

## Lichtmasten
De vier markante witte lichtmasten werden vanaf begin juli 1975 geplaatst om ook Kaalheide van een lichtinstallatie te voorzien. Ze werden op vrijdag 8 augustus 1975 tijdens een oefenwedstrijd tegen Liverpool FC (1–1) in gebruik genomen. Door de masten herkende men Kaalheide al van grote afstand. De masten waren geplaatst op een betonnen sokkel met daaronder de schakelkast en daar weer omheen een hekwerk met prikkeldraad. De complete lichtinstallatie leverde 500 lux. Een enorm verschil met de 20.000 lux leverende stadionlampen van het huidige Parkstad Limburg Stadion. De vier masten werden wegens de slechte staat van onderhoud en veiligheids risico's in oktober 2013 verwijderd en gesloopt. Op verzoek van de West Side Ultra's is één mast met stadionlampen bewaard gebleven en de bedoeling was dat deze na renovatie als aandenken en eerbetoon aan het oude stadion werd geplaatst op de rotonde voor de hoofdingang van het Parkstad Limburg Stadion. Nu dit plan wegens diverse redenen (o.a. uitzicht, veiligheid) uiteindelijk niet realiseerbaar bleek, is medio 2023 besloten om de overgebleven lichtmast, net als de overige opgeslagen delen van het oude stadion, als herinnering te plaatsen in het nieuwe te realiseren Roda JC museum in het Parkstad Limburg Stadion.

## Toeschouwer records
- zondag 12 augustus 1973, Eredivisie Roda JC - MVV 1-2 (22.000 toeschouwers).

- zondag 12 januari 1975 Eredivisie Roda JC - Feyenoord 1-0 (22.000 toeschouwers).

- zondag 16 februari 1975 Eredivisie Roda JC - AZ 2-2 (11.000 toeschouwers).

- zondag 2 maart 1975 Eredivisie Roda JC - Ajax 0-1 (23.000 toeschouwers).

- zondag 16 maart 1975 Eredivisie Roda JC - MVV 0-3 (20.000 toeschouwers).

- maandag 31 maart 1975  Eredivisie Roda JC - PSV 0-4 (20.000 toeschouwers)

- zaterdagavond 25 oktober 1975, Eredivisie Roda JC - PSV 0-0 (20.000 toeschouwers).

- zondag 14 december 1975, Eredivisie Roda JC - Feyenoord 4-2. (16.000 toeschouwers).

- woensdagavond 25 februari 1976, KNVB Beker Kwartfinale Roda JC - Feyenoord 3-2 nv (18.000 toeschouwers).

- zondag 21 maart 1976 Eredivisie Roda JC - Ajax 0-0 (21.000 toeschouwers).

- maandag 19 april 1976 Eredivisie Roda JC - MVV 2-0 (15.000 toeschouwers).

- woensdagavond 29 september 1976, Europacup II (1e ronde return)

Roda JC - RSC Anderlecht 2-3. (24.000 toeschouwers).
- zondag 13 februari 1977 Eredivisie Roda JC - Feyenoord 1-1 (20.000 toeschouwers).

- zondag 11 september 1977,

Eredivisie Roda JC - Ajax 4-1.
(16.500 toeschouwers).
- zondag 16 oktober 1977, Eredivisie Roda JC - Feyenoord 0-0. (17.600 toeschouwers).

- zondag 5 november 1978,

Eredivisie Roda JC- Feyenoord 1-1. (20.000 toeschouwers).
- zondag 10 februari 1980,

Eredivisie Roda JC - MVV 4-0. (15.000 toeschouwers). 
- zondag 9 mei 1982, Eredivisie Roda JC - Ajax 1-1 (20.000 toeschouwers).

- zondag 29 augustus 1982,

Eredivisie Roda JC - FC Groningen 5-1. (11.000 toeschouwers).
- zondag 19 september 1982,

Eredivisie Roda JC - Feyenoord 4-1. (18.000 toeschouwers).
- zondag 3 oktober 1982,

Eredivisie Roda JC - Fortuna Sittard 1-1. (19.000 toeschouwers).
- zondag 24 oktober 1982,

Eredivisie Roda JC - Ajax 1-2. (23.000 toeschouwers).
- woensdag 24 september 1986 Eredivisie Roda JC - Ajax 1-1 (12.000 toeschouwers).

- dinsdagavond 26 april 1988 KNVB Beker halve finale Roda JC - VVV-Venlo 3-1 nv. (14.500 toeschouwers).

- woensdagavond 7 september 1988 1e ronde Europacup II Roda JC - Vitória Guimarães 2-0 (16.500 toeschouwers).

- zondag 6 november 1988, Eredivisie Roda JC - PSV 0-1. (12.000 toeschouwers).

- woensdagavond 15 maart 1989, Europa Cup II Kwartfinale return) Roda JC - CSKA Sofia 2-1 nv, 3-4 na strafschoppen. (18.000 toeschouwers).

- dinsdagavond 18 september 1990 UEFA Cup (1e ronde)  Roda JC - AS Monaco 1-3 (15.000 toeschouwers).

- woensdagavond 27 april 1994 Eredivisie Roda JC - Ajax 1-2 (19.000 toeschouwers).

- woensdagavond 21 september 1994, Eredivisie Roda JC - Ajax 1-1. (13.000 toeschouwers).

- vrijdagavond 23 maart 1994, Eredivisie Roda JC - PSV 4-0. (10.300 toeschouwers).

- dinsdagavond 1 november 1994, Eredivisie Roda JC - PSV 3-0. (14.500 toeschouwers).

- zaterdagavond 4 februari 1995 Eredivisie Roda JC - Vitesse 5-0; (10.000 toeschouwers).

- zaterdagavond 13 mei 1995 Eredivisie Roda JC - MVV 4-0 (11.000 toeschouwers).

- zondag 28 mei 1995, Eredivisie Roda JC - Feyenoord 5-0. (15.000 toeschouwers).

- zaterdagavond 9 september 1995 Eredivisie Roda JC - FC Twente 0-0 (ingebruikname nieuwe uitvak Oosttribune). (13.300 toeschouwers).

- woensdagavond 20 september 1995, Eredivisie Roda JC - Feyenoord 1-1. (14.000 toeschouwers).

- dinsdagavond 31 oktober 1995, UEFA Cup (2e ronde return) Roda JC - SL Benfica 2-2. (15.000 toeschouwers).

- zondag 5 mei 1996, Eredivisie Roda JC - NAC 5-1. (14.000 toeschouwers).

- dinsdagavond 20 augustus 1996, Eredivisie openingswedstrijd Roda JC - Feyenoord 1-1. (14.000 toeschouwers).

- dinsdagmiddag 24 september 1996, UEFA Cup 1e ronde return Roda JC - FC Schalke 04 2-2. (8.000 toeschouwers, wegens veiligheids eisen UEFA).

- woensdagavond 16 april 1997, halve finale KNVB beker Roda JC - Willem II 1-0 (10.000 toeschouwers).

- maandagavond 12 mei 1997, Eredivisie (1e competitie wedstrijd na de bekerwinst van 8 mei 1997) Roda JC - NAC 2-1 (14.000 toeschouwers).

- donderdagavond 30 oktober 1997, Eredivisie Roda JC - Ajax 1-1 (12.000 toeschouwers).

- donderdagavond 5 maart 1998, Europacup II Kwartfinale return Roda JC - Vicenza 1-4 (10.000 toeschouwers).

- woensdagavond 12 mei 1998, Eredivisie Roda JC - Feyenoord 1-0 (8.000 toeschouwers).

- donderdagavond 16 september 1999, UEFA Cup 1e ronde return Roda JC - Shaktar Donetsk 2-0 (7.000 toeschouwers, wegens veiligheidseisen UEFA)

- donderdagavond 21 oktober 1999 UEFA Cup 2e ronde return Roda JC - VFL Wolfsburg 0-0 (7.700 toeschouwers, wegens veiligheidseisen UEFA).

- zondag 14 mei 2000 Eredivisie Roda JC - AZ 3-2 (laatste officiële wedstrijd op Kaalheide). (10.000 toeschouwers).